# Opryland USA
Opryland USA était un parc à thème de Nashville, dans le Tennessee. Il fonctionna de 1972 à 1997.

## Histoire

### Les années 1970

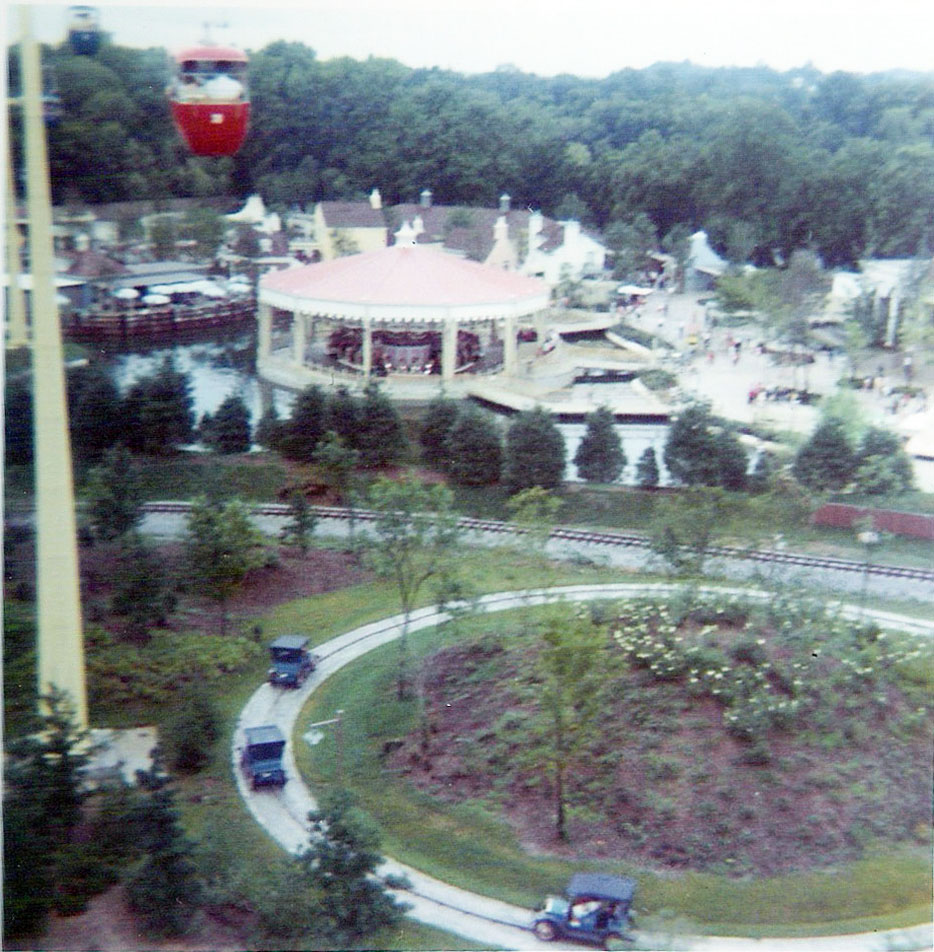
Le parc vu depuis le Skyride vers 1975.

Présenté comme "Home of American Music" (Maison de la musique américaine), Opryland USA comportait un grand nombre de spectacles musicaux et d'attractions comme des montagnes russes, carrousels et autres manèges. Le parc ouvrit le 27 mai 1972 par la National Life and Accident Insurance Company, une firme de Nashville également connue pour s'occuper de WSM-AM-FM-TV et du Grand Ole Opry.
Peu après l'ouverture de la saison 1975, Opryland, situé près de la rivière Cumberland, fut victime d'inondations qui submergèrent une grande partie du parc. L'ouverture fut repoussée cette année-là d'un mois et l'on déplora la mort de plusieurs animaux du mini zoo.
Opryland devint extrêmement populaire au milieu des années 1970 et l'on comptât pour l'année 1977 près de 2 millions de visiteurs. La fréquentation continua à grimper jusque dans les années 1980.
En 1977, l'Opryland Hotel (maintenant appelé Gaylord Opryland Resort & Convention Center), fut construit juste à côté du parc.

### Les années 1980-1990
Au début des années 1980, National Life fut repris par American General (aujourd'hui American International Group). Celui-ci, n'était pas intéressé par la gestion d'un parc de loisirs ou de sociétés de diffusion. Il décida alors de mettre en vente les différentes propriétés de National Life dont WSM-AM-FM-TV, le parc à thème, l'Opryland Hotel et le Grand Ole Opry. Plusieurs compagnies comme la MCA, Marriott ou Anheuser-Busch se rapprochèrent. Bien que ces différentes compagnies montrent chacune de l'intérêt pour un aspect d'Opryland, aucune n'était intéressées par l'ensemble, obligeant American General à vendre ces différents éléments séparément.
Soudainement, Gaylord Broadcasting Company d'Oklahoma City intervint et acheta la propriété entière d'Opryland en 1982. Il acheta également les stations de radio de WSM. Après l'achat, la compagnie changea son nom en Gaylord Entertainment Company, les hôtels devenant la propriété de sa filiale Gaylord Hotels.
Des changements annuels furent opérés au parc pour continuer à attirer les visiteurs. De grosses attractions comme General Jackson Showboat, de nouvelles montagnes russes, et des attractions aquatiques furent installées régulièrement jusqu'en 1989 avec l'ouverture de Chaos. Et en 1995 des montagnes russes The Hangman.
Le parc invita de nombreuses stars de la musique country à se produire pour des concerts nocturnes sur la scène du Chevrolet-Geo Celebrity Theater, construit en 1992. Tout d'abord gratuit pendant les deux premières saisons, le parc commença à faire payer l'accès aux concerts en 1994. Ces évènements furent étendus en 1995 au Lakeside Theatre et Acuff Theatre au cours d'un festival baptisé "Nashville On Stage".
Durant les années 1980 et au début des années 1990, deux petits parcs d'attractions ouvrirent non loin d'Opryland (Kentucky Kingdom à Louisville, Kentucky et Dollywood à Pigeon Forge, Tennessee). Ces deux parcs régionaux sont en partie responsable du déclin d'Opryland.
En 1994, changea officiellement de nom pour devenir "Opryland Themepark". Le nom "Opryland USA" désignait alors l'ensemble des propriétés, incluant Opryland Hotel, Opryland Themepark, et le Grand Ole Opry.

### La fin du parc

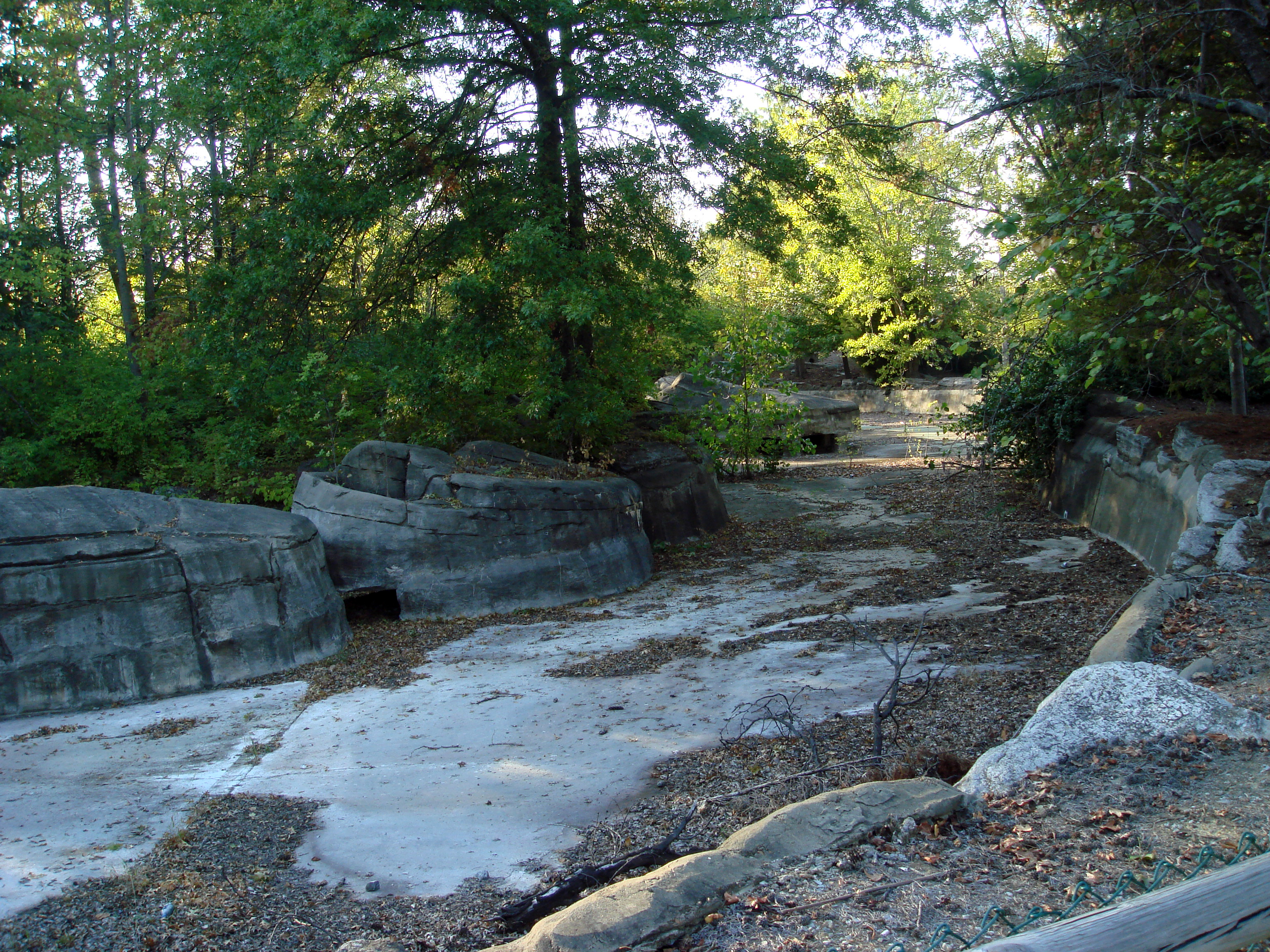
Ruines du parc en 2007.

Opryland était sévèrement handicapé par sa localisation. Le parc était coincé dans une zone triangulaire. La courbure du fleuve Cumberland était d'un côté, la route express de Briley était de l'autre, et l'hôtel d'Opryland était sur le troisième côté. En plus des risques d'inondations, le parc était contraint de ne pas pouvoir s'agrandir et ainsi de ne pas ajouter de nouvelles attractions.
Pendant que les années 1990 l'hôtel d'Opryland a continué à s'agrandir sur la terre disponible en dépit du parc à thème. En outre, le climat de Nashville a rendu le fonctionnement à l'année presque impossible. Les saisons ont été en grande partie limitées aux week-ends vers la fin du printemps et quotidiennement en été. Les ouvriers saisonniers sont devenus dur à trouver, et Gaylord s'est trouvé avec une pénurie de main-d'œuvre. Il a commencé à employer beaucoup d'immigrés d'Amérique latine. La gestion de Gaylord décida que la propriété d'Opryland ne rendrait plus un taux de rendement suffisant et décida que le parc devrait être remplacé par une propriété dont l'utilisation pourrait être fait pendant toute l'année.
Le parc ferma finalement le 31 décembre 1997. La décision de fermer le parc et de le remplacer par un centre commercial fut annoncée publiquement en octobre 1997. Les attractions furent vendues et le parc démoli. Le site est aujourd'hui occupé par le centre commercial Opry Mills.